# Ліпська Алла Володимирівна
 Лі́пська А́лла Володи́мирівна (* 1 січня 1949 р., смт. Тиврів, Тиврівський район, Вінницька область) — краєзнавець, етнограф, музейник.  
У 1974 році закінчила факультет іноземних мов Вінницького державного педагогічного інституту ім. М. Островського.

З 1976 р. пов'язала свою долю з Вінницьким обласним краєзнавчим музеєм, у якому працює близько 40 років, в т.ч. завідувачкою науково-дослідницького відділу давньої історії. З 2009 р. — старший науковий співробітник.

Досліджує історію конфесійних культур Поділля, сакральне мистецтво краю, культуру національних меншин Вінниччини. Автор понад 50 наукових праць.

Учасниця міжнародних, всеукраїнських наукових, регіональних історико-краєзнавчих конференцій. Вела краєзнавчу рубрику в обласній газеті «Пульсуючі джерела».